# Summer Days (And Summer Nights!!)
《Summer Days (And Summer Nights!!)》는 1965년 7월 5일, 캐피틀 레코드에서 발매된 미국의 록 밴드 비치 보이스의 아홉 번째 스튜디오 음반이다. 이 밴드의 이전 음반 《The Beach Boys Today!》 (1965년 3월 발매)는 서핑, 자동차, 10대 사랑과 관련된 테마를 포기함으로써 그룹의 이탈을 상징했지만, 캐피틀의 기대치를 밑돌았다. 이에 대해 레이블은 더 큰 히트를 생산하도록 그룹을 압박했다. 따라서 《Summer Days》는 브라이언이 캐피틀의 상업적 요구와 그의 예술적 소명을 결합하면서 밴드의 음악을 마지막 음반의 단순한 테마로 되돌렸다.
브라이언 윌슨이 프로듀싱한 《Summer Days》는 미국 빌보드 200에서 2위, 영국 음반 차트에서 4위에 올랐다. 이 음반에서 두 곡의 싱글이 발매되었는데, 이 곡은 미국에서 이 그룹의 두 번째 차트 1위가 된 〈Help Me, Ronda〉와 3위로 정점을 찍은 〈California Girls〉이다.

## 커버 아트
《Summer Days (And Summer Nights!!)》는 브루스 존스턴이 비치 보이스의 음반에 처음 참여한 것을 포함한다. 브라이언 윌슨의 무대 후임자로 아직 "공식적인" 멤버로 여겨지지 않았지만, 윌슨은 존스턴이 음반에 보컬과 악기적으로 기여할 만큼 그의 실력을 높이 평가했다. 존스턴은 종종 사진 촬영에 동행했지만, 그는 컬럼비아 레코드와의 기존 계약 때문에 음반 커버에 사진을 게재하는 것이 금지되었다. 결과적으로, 1966년 《Pet Sounds》의 뒷면 커버에 사진이 찍힐 때까지 그의 이미지는 비치 보이스의 음반 재킷에 나타나지 않았다. 존스턴과 함께 앨 자딘도 병으로 인해 촬영에 불참한 채 범선을 타고 있는 그룹이 그려진 《Summer Days》 커버 사진에서 실종됐다.

## 발매 역사
1970년대 초, 캐피틀 레코드의 비치 보이스 음반 리패키지 시리즈의 일환으로, 《Summer Days (And Summer Nights!!)》는 《California Girls》로 리타이틀되었고 〈Amusement Parks U.S.A.〉와 〈I'm Bugged at My Ol' Man〉이라는 두 곡이 삭제되었다. 1990년에 이 음반은 《The Beach Boys Today!》와 짝을 지어 재발매되었는데, 이 패키지는 그 시기부터 폭넓은 라이너 노트와 보너스 트랙을 특징으로 했다. 2012년 재발행에서 이 음반은 최초의 진정한 스테레오 믹스를 받았다.

## 곡 목록
모든 곡들은 특별한 언급이 없는 한 브라이언 윌슨과 마이크 러브에 의해 작사/작곡하였다.
| #  | 제목                            | 작사·작곡                           | 리드 보컬           | 재생 시간 |
| -- | ------------------------------- | ----------------------------------- | ------------------- | --------- |
| 1. | 〈The Girl from New York City〉 |                                     | 마이크 러브         | 1:54      |
| 2. | 〈Amusement Parks U.S.A.〉      |                                     | 러브, 브라이언 윌슨 | 2:29      |
| 3. | 〈Then I Kissed Her〉           | 필 스펙터, 엘리 그린위치, 제프 배리 | 앨 자딘             | 2:15      |
| 4. | 〈Salt Lake City〉              |                                     | 러브, B. 윌슨       | 2:00      |
| 5. | 〈Girl Don't Tell Me〉          | B. 윌슨                             | 칼 윌슨             | 2:19      |
| 6. | 〈Help Me, Rhonda〉             |                                     | 자딘                | 2:46      |

| #  | 제목                          | 작사·작곡 | 리드 보컬     | 재생 시간 |
| -- | ----------------------------- | --------- | ------------- | --------- |
| 1. | 〈California Girls〉          |           | 러브, B. 윌슨 | 2:46      |
| 2. | 〈Let Him Run Wild〉          |           | B. 윌슨       | 2:20      |
| 3. | 〈You're So Good to Me〉      |           | B. 윌슨       | 2:14      |
| 4. | 〈Summer Means New Love〉     | B. 윌슨   | 기악          | 1:59      |
| 5. | 〈I'm Bugged at My Ol' Man〉  | B. 윌슨   | B. 윌슨       | 2:17      |
| 6. | 〈And Your Dream Comes True〉 |           | 그룹          | 1:04      |